# Horányi Mátyás
Horányi Mátyás (1928. január 15. Pestszentlőrinc - 1995. február 10. Budapest) magyar irodalomtörténész és hispanista. Az Eötvös Loránd Tudományegyetem Bölcsészettudományi Kar Spanyol Nyelv és Irodalom Tanszék egykori docense és tanszékvezetője.

## Család
Édesapja Horányi Mátyás postaműszerész, édesanyja Szűcs Eszter. 
Felesége 1951-től Mikos Olga középiskolai tanár, majd a KSH tisztviselője. Egyetlen gyermekük született, Horányi Krisztina (1953–).

## Tanulmányai
Pestszentlőrincen a Hunyadi Mátyás Általános Iskolában kezdte meg tanulmányait.
1950-ben az Eötvös Collegium tagjaként – olasz–francia–angol szakos tanári oklevelet szerzett.
1972-ben lett az irodalomtudományok kandidátusa.

## Munkássága
1950 és 1958 között az Országos Széchényi Könyvtár (OSZK) Színháztörténeti Osztályának főmunkatársa.
1958 és 1962 között az Magyar Tudományos Akadémia Irodalomtörténeti Intézete tudományos munkatársa. 
1957 és 1962 között az ELTE BTK Spanyol Tanszéki Szakcsoport, ill. Tanszék előadó tanára.
1962 és 1972 között egyetemi adjunktus az ELTE BTK-n. 
1972-től tanszékvezető egy docense. 
1974 és 1987 között a Filológiai Közlöny főszerkesztője volt.
1958 és 1961 között az MTA–TMB önálló aspiránsa. 
Tudományos pályafutásának a kezdetén a 17–18. sz.-i magyar barokk színház, ezen belül is a kismartoni társulat és az Eszterházy család kisebb teátrumainak történetével foglalkozott. 
Később elkezdett érdeklődni az újlatin, majd a dél-amerikai spanyol nyelvű irodalmak, elsősorban Antonio Machado (1875–1939) munkássága iránt. 
Tudományos eredményeket ért el a századforduló spanyol költészete és a dél-amerikai modernizmus feltárása területén. 
Horányi |Mátyás| az első magyarországi hispanisztikai kandidátusi értekezés szerzője.

## Horányi Mátyás Alapítvány
2007-ben Bárdosi Vilmos Antalné (Bárdosi Vilmos özvegye) és Horányi Olga Krisztina hozták létre a Horányi Mátyás Alapítványt.

## Főbb művei